# Геворкян, Артём Ашотович
Артем Ашотович Геворкян (25 августа 1923 года — 11 марта 2013 года) — армянский государственный и хозяйственный деятель.

## Биография
В 1941 году, окончив среднюю школу имени Степана Шаумяна, в июле 1941 года добровольно ушёл в Красную армию. Учился в Тбилисском артиллерийском училище и в декабре 1941 года был направлен в 89-ю стрелковую дивизию, участвовал в боях за освобождение Северного Кавказа, Кубани; в составе 18-й армии был тяжело ранен при освобождении Новороссийска.
После лечения в госпитале отыскал свою дивизию, пройдя пешком по железнодорожным рельсам 500 километров до Ейска. В 1944—1945 годах служил в Ереванской Специальной артиллерийской школе № 17. В декабре 1945 года уволен в запас в звании старшего лейтенанта с должности командира артиллерийской батареи.
В 1946 году поступил в Харьковский политехнический институт. Спустя год перевелся на механический факультет Ереванского политехнического института, который окончил в 1951 году по специальности «Технология машиностроения», получив квалификацию инженера-механика. Работал технологом, старшим конструктором на Ереванском станкостроительном заводе имени Дзержинского. С 1952 по 1961 год — на партийной работе; заведующий отделом промышленности и транспорта ЦК КП Армении.
В 1961—1970 годах — первый заместитель председателя Госплана Армянской ССР, одновременно с 27 февраля 1963 года — министр Армянской ССР.
С 27 марта 1970 года — министр лёгкой промышленности Армянской ССР. В 1974 году министерство лёгкой промышленности Армянской ССР стало победителем во всесоюзном соревновании родственных министерств, переместившись с 15-го места на первое. За 1970—1987 годы объём валовой продукции отрасли в оптовых ценах возрос в 3 раза и составил 1,7 млрд рублей (почти 2,5 млрд долларов по официальному курсу того времени). Число всех видов действующих предприятий увеличилось с 61 до 255 единиц. Было реконструрировано и расширено 41 предприятие, построены 24 новые крупные фабрики, создано 155 филиалов действующих предприятий. Основных видов изделий лёгкой промышленности на душу населения Армения выпускала больше, чем многие развитые страны. Более 80 % произведённой продукции вывозилось в союзные республики, главным образом в РСФСР, Казахстан и Среднюю Азию, а также за пределы СССР. Оставшиеся 20 % полностью удовлетворяли потребности населения Армении.
Эти результаты были достигнуты путём осуществления большой программы строительства, реконструкции и расширения технического парка предприятий. Создание филиалов без серьёзных капитальных вложений было новым явлением в этой отрасли народного хозяйства. Этому примеру последовали другие республики. Задачей филиалов, кроме увеличения объёмов производства товаров, было препятствовать миграции людей из сёл в города. В филиалах отрасли работало более 20 тысяч человек, главным образом молодёжь.
С августа 1987 года — на пенсии.
29 августа 2015 года, на фасаде дома по адресу ул. Джрашати 62, в котором жил Артем Ашотович Геворкян, состоялась торжественная церемония открытия мемориальной доски, увековечивающей его память.

## Семья
Отец — Ашот Асатурович Геворкян (1897—1959), основатель и первый директор Ереванского завода шампанских вин.
Мать — Вартануш Гайковна Тер-Оганесян (1906—1985).
Жена — Софья Егоровна Андреасян (1917—2005), заслуженный учитель Армянской ССР.
Дочери:
- Нина Артемовна Геворкян (род. 1945) — профессор Ереванской государственной консерватории имени Комитаса,
- Анна Артемовна Геворкян (род. 1951) — пианистка.

## Общественная деятельность

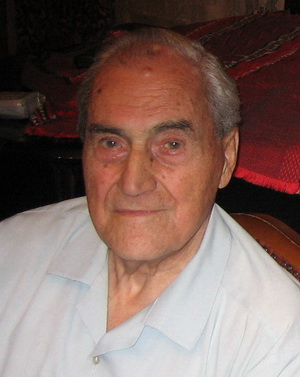
Артём Ашотович Геворкян на пенсии

С 1967 года — член Союза журналистов СССР. Автор книги о преимущественном развитии лёгкой промышленности Армении, ряда статей в республиканской и союзной прессе, посвящённых проблемам развития лёгкой промышленности.
Был членом Всесоюзного совета научно-технических обществ СССР, почётным членом научно-технического общества лёгкой промышленности СССР.
Избирался депутатом Верховного Совета Армянской ССР 6—11 созывов (1963—1990).

## Награды и признание
Ордена и медали
- Орден Отечественной войны 1-й степени (1.08.1986).
- 3 ордена Трудового Красного Знамени (1966, 1971, 1981).
- 2 ордена «Знак Почёта» (8.12.1959, 1976).
- Медаль «За боевые заслуги» (25.08.1945).
- Медаль «За трудовую доблесть».
- Медаль «За оборону Кавказа» (28.10.1944).
- Медаль «За победу над Германией в Великой Отечественной войне 1941-1945 гг.».
- Юбилейная медаль «Двадцать лет Победы в Великой Отечественной войне 1941—1945 гг.».
- Юбилейная медаль «Тридцать лет Победы в Великой Отечественной войне 1941—1945 гг.» (участнику войны).
- Юбилейная медаль «Тридцать лет Победы в Великой Отечественной войне 1941—1945 гг.» (участнику трудового фронта).
- Юбилейная медаль «Сорок лет Победы в Великой Отечественной войне 1941—1945 гг.» (участнику войны).
- Юбилейная медаль «Сорок лет Победы в Великой Отечественной войне 1941—1945 гг.» (участнику трудового фронта).
- Медаль «За доблестный труд в Великой Отечественной войне 1941—1945 гг.».
- Юбилейная медаль «50 лет Вооружённых Сил СССР».
- Юбилейная медаль «60 лет Вооружённых Сил СССР».
- Юбилейная медаль «70 лет Вооружённых Сил СССР».

Почётные звания
- Заслуженный инженер Армянской ССР (6.04.1981).

Нагрудные знаки
- «За заслуги в стандартизации».
- «За активную работу в научно-технических обществах».
- Почетный знак Гражданской обороны СССР.

Почётные грамоты
- Президиума Верховного Совета Армянской ССР (29.08.1973, 24.08.1983).
- Президиума Всесоюзного центрального совета профессиональных союзов (18.05.1973).
- Президиума Совета профсоюзов Армении (25.08.1983).
- Президиума Центрального комитета профсоюза рабочих текстильной и лёгкой промышленности (5.05.1980, 24.08.1983).
- Президиума Всесоюзного совета научно-технических обществ (18.02.1981, 18.08.1983).
- Президиума Центрального правления научно-технических обществ лёгкой промышленности (3.06.1982, 15.04.1985).
- Министерства лёгкой промышленности СССР и Центрального комитета профсоюза рабочих текстильной и лёгкой промышленности (12.10.1987).